# Astragalus ervoides
Astragalus ervoides — вид квіткових рослин з родини бобових (Fabaceae). Ареал охоплює такі країни: Мексика (Дуранго, Халіско, Мічоакан, Наяріт, Герреро, Мехіко, Сіналоа).

## Середовище
Цей таксон зустрічається на крутих схилах соснових лісів, сонячних лісистих пагорбах на глибоких ґрунтах, а іноді й на тонких ґрунтах вулканічних порід на висотах 1300–2400 метрів. Відомо, що цей таксон зустрічається на незайманих ділянках лісу на високих висотах. Існують деякі докази порушення середовища існування навколо міських поселень, таких як Ель-Сальто, Сіналоа та Тепік, Наяріт, а також вздовж доріг, що перетинають середовище існування соснового лісу. Ці загрози мають дуже локальний характер і навряд чи призведуть до суттєвого скорочення популяції.